# Zlatá bula Karla IV.

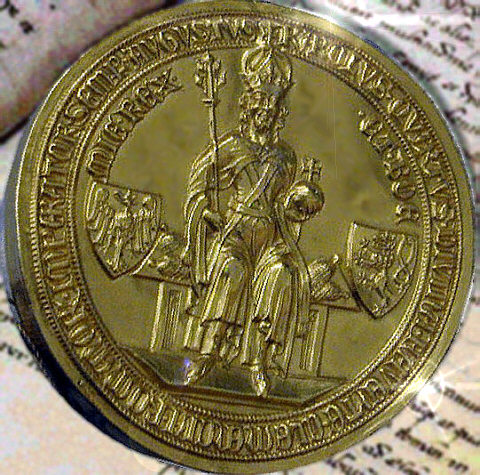
Zlatá bula císaře Karla IV.

Zlatá bula Karla IV. (latinsky Bulla aurea) byla vydána roku 1356 císařem Karlem IV. byla nejdůležitějším ústavním dokumentem Svaté říše římské ve středověku. Platila až do jejího zániku v roce 1806. Její název pochází z toho, že k ní je připojena zlatá pečeť Karla IV. Prvních 23 kapitol bylo vyhlášeno na říšském sněmu v Norimberku, zbylých 8 kapitol v Metách. Byla sepsána v latinském jazyce.

## Obsah
Zlatá bula zpečeťovala práva kurfiřtů při volbě římského krále. Král měl od nynějška být volen hlasem většiny a nikoli souhlasem všech ze sedmi kurfiřtů. Zajistila také českému králi výsadní postavení mezi nimi (měl předcházet jejich neshodám).
Po své volbě měli být králové papežem korunováni na císaře; posledním takto korunovaným císařem byl Karel V. Již jeho předchůdce, Maxmilián I., se však již se souhlasem papeže (1508) nazýval „zvoleným římským císařem“.
Krom toho Zlatá bula stanovovala, aby se kurfiřti scházeli jednou do roka a společně se radili s císařem. Bula zakazovala spolky měst. Kurfiřtům byl tento titul přiznán dědičně, dostali právo razit mince, celní právo a právo výkonu soudní pravomoci. Také synové kurfiřtů měli znát říšské jazyky – němčinu, latinu, italštinu a češtinu.
Zlatá bula Karla IV. potvrzovala výjimečné a nezávislé postavení českého krále a českého státu v rámci říše, jak bylo ustanoveno roku 1212 ve Zlaté bule sicilské, a dále je rozšiřovala.
Zlatou bulou Karel IV. přiřkl kurfiřtský titul společně s úřadem říšského vikariátu vévodovi Saska-Wittenberska z rodu Askánců (tj. tímto krokem vzniklo Saské kurfiřtství).
Velký přínos měla Zlatá bula pro německý Frankfurt nad Mohanem, jelikož ho povýšila na císařské město. Frankfurtu dokument zajistil nebývalou moc a velký rozmach. Na základě toho došlo k výstavbě tamějšího katolického kostela svatého Bartoloměje, který díky těmto událostem povýšil na katedrálu.

## Exempláře

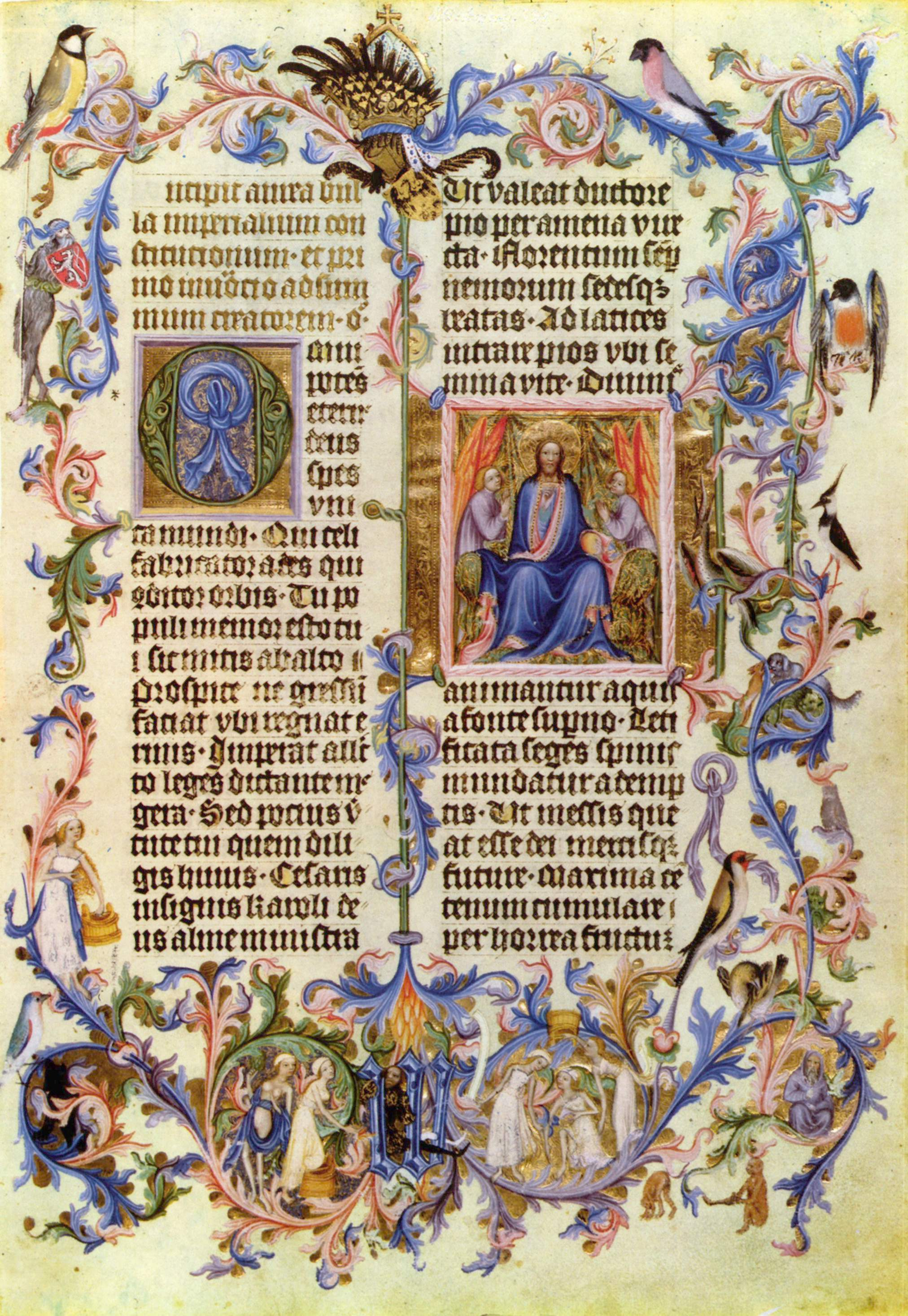
Meister der Wenzel-Werkstatt, Zlatá bula Karla IV.

Originálních opisů bylo celkem 7, 5 z nich dostali kurfiřti, zbylé dva pak Norimberk a Frankfurt nad Mohanem. Jedním z dochovaných rukopisů Karlovy Zlaté buly je rukopis jeho syna Václava IV., uložený v Rakouské národní knihovně ve Vídni. Tento exemplář vznikl roku 1400 v Praze, je to nejkrásnější dochovaný iluminovaný rukopis této buly. Obsahuje 48 miniatur a barevné iniciály. Datace jeho vzniku naznačuje, že měl podpořit římský královský majestát krále Václava IV. po jeho sesazení z říšského trůnu.
Jedním z dalších významných exemplářů je v německém Frankfurtu nad Mohanem, který je uložen v Institutu historie města v karmelitánském klášteře. Tato verze je z roku 1366 a je složena z pergamenových sešitků o 44 listech. Kniha je svázaná černožlutou hedvábnou šňůrou, na jejímž konci je upevněna zlatá pečeť (Zlatá Bula). Mimoto vlastnilo město Frankfurt ještě další dvě verze z roku 1470. Jednu verzi dostal darem v roce 1938 Adolf Hitler, tento dokument navždy zmizel. Druhá verze se nacházela na radnici, avšak shořela při bombardování města v roce 1944.
Falcká verze se nachází v Hlavním státním archívu Bavorska v Mnichově a další vyhotovení pro město Norimberk je uloženo v Darmstadtu v hesenské Národní a univerzitní knihovně. Trevírská verze je uložena ve Stuttgartu v Hlavním státním archivu.

## Zajímavosti
- Platila 450 let do zániku Svaté říše římské v roce 1806.
- V červnu 2013 byla Zlatá bula Karla IV. zapsána do programu Paměť světa[2] (anglicky Memory of the World) organizace UNESCO. Cílem projektu je úschova a zpřístupnění cenných archivních a knihovních svazků. Pod ochranou programu je pak všech 7 originálních přepisů i Václavův přepis (Václava IV.), který je považován za nejkrásnější. V registru však není uvedeno, že se jedná i o českou památku, ale jen německou a rakouskou. Zmínka o České republice je až v originálním doprovodném textu.
- Nejedná se o jediný dokument, ale o dvoudílný kodex. První díl byl schválen na římském sněmu v Norimberku 10. ledna 1356, druhý díl na Vánoce téhož roku v Métách.[3]
- Díky listině se velmi vzmohl Frankfurt nad Mohanem, který navíc získal vlastní opis listiny a stal se městem císařským. Ten se však ztratil během 2. světové války a byl pravděpodobně zničen. Není tajemstvím, že jej předtím dostal darem Adolf Hitler.
- Předmluvou listiny je i lyrická báseň, ta ve většině německých přepisů chybí kvůli jejímu komplikovanému překladu z latinského hexametru.
- Při tvorbě buly spolupracoval Karel IV. s mnoha dalšími lidmi, mezi kterými byl například biskup Jan ze Středy.